# Frankétienne
Jean-Pierre Basilic Dantor Franck Étienne d'Argent dit Frankétienne, né le 12 avril 1936 à Ravine Sèche (village de la commune de Saint-Marc dans le département de l'Artibonite) et mort le 20 février 2025 à Delmas,, est un poète, dramaturge, peintre, musicien, chanteur et enseignant haïtien. Il est considéré comme créateur du mouvement spiraliste, qu’il qualifie de genre littéraire proche des Chants de Maldoror de Lautréamont.
Grandissant dans un milieu rural principalement créolophone, il s’immerge dans la langue française en arrivant à Port-au-Prince où il est scolarisé. Puis il intègre l’Institut des Hautes Études internationales et continue après le diplôme obtenu, une carrière d’enseignant puis de directeur d’école,.
Il publie plus d'une quarantaine d'ouvrages, dont Dézafi, l'un des livres à l'honneur à la quatrième édition du Marathon du Livre en 2017 dans la ville de Petit-Goâve.
Frankétienne laisse derrière lui un héritage culturel et artistique incommensurable, ayant influencé des générations d'écrivains, d'artistes et de penseurs haïtiens.

## Biographie
Frankétienne est né le 12 avril  1936 du viol de sa mère, encore très jeune (Il  n'a que quatorze ans d'écart avec elle), par un Américain,. L'enfant naît chabin avec les yeux bleus. Dans son enfance, il déménage avec sa mère chez son beau-père, au quartier Bel Air (en), un quartier de Port-au-Prince. il est d'abord un élève dissipé avant de se mettre sérieusement à ses études. En 1962, au début de l'ère Duvalier, Frankétienne fréquente le groupe Haïti littéraire, d'où sortent bon nombre d'auteurs : Anthony Phelps, René Philoctète, Serge Legagneur, Roland Morisseau… Il commence à publier de la poésie en 1964, avec son recueil Au fil du temps (Imprimerie des Antilles). La situation politique devient cependant vite intenable pour les intellectuels, dont beaucoup quittent le pays pour le Canada, la France ou le continent africain. Frankétienne décide de rester en Haïti pour écrire et pour lutter. Chacune de ses œuvres est ancrée dans l'histoire contemporaine haïtienne, chacune témoignant, malgré l'homme ou l'écrivain qui se veut avant tout créateur, d'un moment de la « conscience nationale ». Ultravocal (1972) : le vertige de l'errance sans fin ni finalité, le pays habité par « le mal majeur » forçant ses enfants à l'exode massif sans espoir ni désir de retour. Qu'on se rappelle cette scène tragique de Mûr à crever (1968) : chassés des Bahamas, quatre Haïtiens, sur le bateau du retour, se jettent à l'eau, se livrant aux requins de la mer caraïbe plutôt que de revoir l'enfer duvaliériste.
À la fin des années 1960, avec Jean-Claude Fignolé et René Philoctète, il est l'initiateur du « mouvement spiraliste », inspiré du Nouveau Roman français et des écrits de James Joyce, proche aussi des Chants de Maldoror Ce nom de spiralisme leur était parvenu lors de la lecture de l'ouvrage de Engels, Anti-Dühring. Au début des années 1970, il devient aussi peintre et tient sa première exposition en décembre 1974 au Consulat d’Italie à Port-au-Prince. Au total, il a peint plusieurs centaines de tableaux au cours de sa vie. En 1972, il publie Ultravocal, une « spirale ». Son roman Dézafi , paru en 1975, est le premier écrit et publié en créole haïtien. Traduit en anglais et en français, cette œuvre reçoit plusieurs récompenses, dont le Best Translated Book Award en 2019.
Le 6 juillet 1978, il fait jouer sa première pièce théâtrale en créole haïtien au théâtre Rex de Port-au-Prince, mais elle est rapidement interdite par le régime Duvalier. Il publie ensuite plusieurs pièces en créole dans les années 1980.
En 1988, il est ministre de la Culture sous la présidence de Leslie F. Manigat. En 2009, Frankétienne fait une apparition spéciale dans le film La dérive douce d'un enfant de Petit-Goâve de Pedro Ruiz, documentaire qui retrace la vie de l'écrivain et académicien haïtien Dany Laferrière. il est fait Commandeur des Arts et des Lettres en juin 2010.
En avril 2014, l'association Ayite Bel organise une exposition en l'honneur de l'artiste dans l'hôtel NH Haïti El Rancho. Dans cette exposition, plusieurs de ses tableaux sont affichés.
Le Grand prix de la francophonie lui est attribué en juin 2021 par l'Académie française. Ce prix est destiné à couronner « l’œuvre d’une personne physique francophone, qui dans son pays ou à l’échelle internationale, aura contribué de façon éminente au maintien et à l’illustration de la langue française ». Il a contribué à offrir une image positive d'Haïti, à un moment où le crédit de cette douloureuse île est totalement déficitaire en raison de l'irresponsabilité et de l'obscurantisme des gouvernements récents. Frankétienne a reçu de nombreux hommages dans de multiples centres universitaires étrangers.

## Distinctions
Le 22 mai 2025, en ouverture des Semaines de l'Amérique latine et des Caraïbes 2025 (SALC 2025), Gérard Larcher, Président du Sénat, décerne à Frankétienne, à titre posthume, la médaille des 150 ans du Sénat de la République Française, en présence de Patrick Delatour, ministre de la culture et de la communication d'Haïti.

## Œuvres principales

### Peintures
- Désastre (12 janvier 2010)
- Difficile émergence vers la lumière

### En créole

#### Pièces de théâtre
- 1975 : Pèlin-Tèt. Port-au-Prince : Éditions du Soleil ; Pelentet (pièce de théâtre), nouvelle version. Lawrence, KS / Port-au-Prince : Enstiti Etid Ayisyen Inivesite Kannzas / Édition Espiral, 2002
- 1979 : Troufobon, Port-au-Prince : Imprimerie Les Presses port-au-princiennes
- 1984 : Bobomasouri, Port-au-Prince : collection Espiral
- 1985 : Kaselezo, Dérives 53/54, pp. 125-163
- 1986 : Totolomannwèl, Port-au-Prince
- 1987 : Melovivi, Port-au-Prince
- 1988 : Minywi mwen senk, Port-au-Prince
- 1988 : Kalibofobo, Port-au-Prince
- 2000 : Foukifoura, Port-au-Prince : Creacom

#### Romans
- 1975 : Dézafi, Port-au-Prince : Édition Fardin, 1975 ; Châteauneuf-le-Rouge : Vents d'ailleurs, 2002. Premier roman écrit et publié en créole haïtien par Frankétienne, ultérieurement traduit en anglais et en français.
- 2004 : Mûr à crever, Bordeaux, Ana édition
- 2011 : Rapjazz, Journal d'un paria
- 2013 : Les Échos de l'abîme

### En français
- 1964 : Au Fil du temps (poèmes). Port-au-Prince : Imprimerie des Antilles
- 1964 : La Marche (poèmes). Port-au-Prince : Éditions Panorama
- 1965 : Mon côté gauche (poèmes). Port-au-Prince : Imprimerie Gaston
- 1965 : Vigie de verre. Port-au-Prince : Imprimerie Gaston
- 1965 : Chevaux de l'avant-jour (poème). Port-au-Prince : Imprimerie Gaston. Version revue et corrigée, in Dérives 53/54 (1986/1987): p. 41-86.
- 1968 : Mûr à crever (poèmes). Port-au-Prince : Presses port-au-princiennes (coll. "Spirale") ; Autres éditions : à Port-au-Prince : Éd. Mémoire, 1994 et à Bordeaux : Ana Éditions, 2004.
- 1972 : Ultravocal (spirale), Port-au-Prince : Imprimerie Gaston ; Paris : Hoëbeke, 2004.
- 1975 : Anthologie de poésie haïtienne contemporaine (1975).
- 1979 : Les Affres d'un défi (roman), Port-au-Prince : Deschamps ; Autres éditions, à Paris : Jean-Michel Place, 2000 et à La Roque d'Anthéron : Vents d'ailleurs, 2010.
- 1983 : Zagoloray (spirale), Port-au-Prince
- 1986 : Fleurs d'insomnie (spirale), Port-au-Prince : Deschamps
- 1987 : Adjanoumelezo (spirale), Port-au-Prince
- 1993 : L'Oiseau schizophone (spirale). Port-au-Prince : Éditions des Antilles, 1993; Paris : Jean-Michel Place, 1998.
- 1995 : L'Amérique saigne (Gun Blesse America) (roman, coproduit avec Claude Dambreville), Port-au-Prince : Microplus, 1995.
- 1996 : La Nocturne Connivence des corps inverses, Port-au-Prince : Spirale. . Autre édition : La Roque d'Anthéron : Vents d'ailleurs, 2005
- 1996 : D'une bouche ovale, Port-au-Prince : Spirale. Autre édition : La Roque d'Anthéron : Vents d'ailleurs, 2005
- 1996 : La Méduse orpheline, Port-au-Prince : Spirale. Autre édition : La Roque d'Anthéron : Vents d'ailleurs, 2005
- 1996 : Une étrange cathédrale dans la graisse des ténèbres, Port-au-Prince : Spirale. Autre édition : La Roque d'Anthéron : Vents d'ailleurs, 2006
- 1997 : Clavier de sel et d'ombre, Port-au-Prince : Spirale. Autre édition : La Roque d'Anthéron : Vents d'ailleurs, 2011
- 1997 : Les Échos de l'abîme, Port-au-Prince : Spirale. Autre édition : La Roque d'Anthéron : Vents d'ailleurs, 2013.
- 1997 : Et la voyance explose, Port-au-Prince : Spirale. Autre édition : La Roque d'Anthéron : Vents d'ailleurs, 2013
- 1998 : Voix marassas (spirale francréolophonique), Port-au-Prince : Spirale
- 1999 : Rapjazz, Journal d'un paria, Port-au-Prince: Spirale
- 2000 : Œuf de lumière / Huevo de luz (poèmes). Port-au-Prince : Spirale
- 2002 : H'Eros chimères, Port-au-Prince : Spirale
- 2003 : Miraculeuse, Port-au-Prince : Spirale
- De 2004 à 2006 : Les Métamorphoses de l'oiseau schizophone (intégralité en huit volumes), La Roque d'Anthéron (France) : Vents d'Ailleurs
- 2004 : D'un pur silence inextinguible. (Première partie de L'Oiseau schizophone, 1993). La Roque d'Anthéron : Vents d'ailleurs
- 2005 : Brèche ardente, Port-au-Prince : Spirale. Autre édition : Gouttes-Lettres, 2024, Preface de Carl Pierrecq.
- 2005 : Anthologie secrète, Montréal : Mémoire d'encrier
- 2005 : Fleurs d'insomnie, réécriture, Port-au-Prince : Spirale
- 2005 : Adjanoumelezo, réécriture, Port-au-Prince : Spirale
- 2006 : La Diluvienne, Port-au-Prince : Spirale
- 2006 : Galaxie Chaos-Babel (spirale), Port-au-Prince : Spirale
- 2007 : Mots d'ailes en infini d'abîmes, Port-au-Prince : Presses Nationales d'Haïti
- 2007 : Feu de proie, Port-au-Prince : Spirale
- 2007 : Heures brèves (spirale poétique), Port-au-Prince : Spirale
- 2007 : Le Sphinx en feu d'énigmes (spirale poétique), Port-au-Prince : Spirale
- 2007 : Corps sans repères (spirale), Port-au-Prince : Spirale
- 2008 : Amours, délices et orgues (spirale), Port-au-Prince : Deschamps
- 2010 : Melovivi ou Le piège suivi de Brèche ardente, Paris : Riveneuve Continents
- 2010 : Visa pour la lumière (spirale poétique)
- 2014 : Chaophonie, Montréal, Mémoire d'encrier
- 2017 : La marquise sort à cinq heures, La Roque d'Anthéron : Vents d'ailleurs

#### Nouvelles
- Tout jeu. Tout vice. Mort raide. Point de faire part, Le Petit Samedi Soir 78-79 (1974-1975) : pp. 11-13.